# Liste der Kulturdenkmäler in Alheim
Die folgende Liste enthält die in der Denkmaltopographie ausgewiesenen Kulturdenkmäler auf dem Gebiet  der Gemeinde Alheim, Landkreis Hersfeld-Rotenburg, Hessen.
Hinweis: Die Reihenfolge der Denkmäler in dieser Liste orientiert sich zunächst an Ortsteilen und anschließend der Anschrift, alternativ ist sie auch nach der Bezeichnung oder der Bauzeit sortierbar.
Kulturdenkmäler werden fortlaufend im Denkmalverzeichnis des Landes Hessen durch das Landesamt für Denkmalpflege Hessen auf Basis des Hessischen Denkmalschutzgesetzes (HDSchG) geführt. Die Schutzwürdigkeit eines Kulturdenkmals hängt nicht von der Eintragung in das Denkmalverzeichnis des Landes Hessen oder der Veröffentlichung in der Denkmaltopographie ab.

## Baumbach
| Bild            | Bezeichnung           | Lage                                                           | Beschreibung               | Bauzeit  | Daten |
| --------------- | --------------------- | -------------------------------------------------------------- | -------------------------- | -------- | ----- |
| Bild gesucht BW | Gesamtanlage Baumbach | Alheimerstraße 2, Kirchweg 1–5, Lindengasse 5–19 ungerade Lage |                            |          |       |
| Bild gesucht BW | Rathaus               | Alheimerstraße 2 LageFlur: 11, Flurstück: 90                   |                            |          |       |
| Bild gesucht BW |                       | Bei der Linde LageFlur: 11, Flurstück: 101                     |                            |          |       |
| Bild gesucht BW |                       | Bergseestraße 2 LageFlur: 10, Flurstück: 10/1, 14              |                            | vor 1700 |       |
| Bild gesucht BW |                       | Braacher Straße 3 LageFlur: 11, Flurstück: 200                 |                            |          |       |
| Bild gesucht BW |                       | Braacher Straße 16 LageFlur: 10, Flurstück: 117/1              |                            |          |       |
| Bild gesucht BW |                       | Jägerhof 2 LageFlur: 11, Flurstück: 5/1                        |                            |          |       |
| Bild gesucht BW |                       | Lindengasse 2 LageFlur: 11, Flurstück: 225/199                 |                            |          |       |
| Bild gesucht BW |                       | Lindengasse 4 LageFlur: 11, Flurstück: 197/3                   |                            |          |       |
| Bild gesucht BW | Evangelische Kirche   | Lindengasse 5 LageFlur: 11, Flurstück: 107                     |                            |          |       |
| Bild gesucht BW |                       | Lindengasse 9 LageFlur: 11, Flurstück: 387/112                 |                            |          |       |
| Bild gesucht BW |                       | Lindengasse 10 LageFlur: 11, Flurstück: 185/1                  |                            |          |       |
| Bild gesucht BW |                       | Lindengasse 15 LageFlur: 11, Flurstück: 120/1                  |                            |          |       |
| Bild gesucht BW |                       | Sterkelshäuser Straße 3 LageFlur: 10, Flurstück: 73/4          |                            |          |       |
| Bild gesucht BW |                       | Sterkelshäuser Straße 4 LageFlur: 11, Flurstück: 13/2          |                            |          |       |
| Bild gesucht BW |                       | Sterkelshäuser Straße 7 LageFlur: 10, Flurstück: 68/2          | Wohnhaus mit zwei Scheunen |          |       |
| Bild gesucht BW |                       | Sterkelshäuser Straße 9 LageFlur: 10, Flurstück: 61/2          |                            |          |       |
| Bild gesucht BW |                       | Wolfsgärten 4 LageFlur: 11, Flurstück: 168/1                   |                            |          |       |
| Bild gesucht BW |                       | Wolfsgärten 6 LageFlur: 11, Flurstück: 233/167                 |                            |          |       |
| Bild gesucht BW |                       | Zum Bahnhof 5 LageFlur: 11, Flurstück: 28/2                    |                            |          |       |
| Bild gesucht BW | Jüdischer Friedhof    | LageFlur: 6, Flurstück: 51/2                                   |                            |          |       |

## Erdpenhausen
| Bild            | Bezeichnung          | Lage                                        | Beschreibung | Bauzeit | Daten |
| --------------- | -------------------- | ------------------------------------------- | ------------ | ------- | ----- |
| Bild gesucht BW | Hofanlage            | Alheimer Weg 1 LageFlur: 5, Flurstück: 15/1 |              |         |       |
| Bild gesucht BW | Wohnhaus             | Hauptstraße 7 LageFlur: 5, Flurstück: 31/5  |              |         |       |
| Bild gesucht BW | Wohnhaus             | Hauptstraße 10 LageFlur: 5, Flurstück: 21/1 |              |         |       |
| Bild gesucht BW | Wohnhaus             | Hauptstraße 11 LageFlur: 5, Flurstück: 34/8 |              |         |       |
| Bild gesucht BW | Wohnhaus und Scheune | Hauptstraße 13 LageFlur: 5, Flurstück: 5/6  |              |         |       |
| Bild gesucht BW | Wohnhaus             | Hauptstraße 15 LageFlur: 5, Flurstück: 1/2  |              |         |       |

## Heinebach
| Bild                   | Bezeichnung                | Lage                                                                                | Beschreibung | Bauzeit | Daten |
| ---------------------- | -------------------------- | ----------------------------------------------------------------------------------- | ------------ | ------- | ----- |
| weitere Bilder         | Gesamtanlage Heinebach     | Im Graben 1–12, Im Hof 1, Kirchstraße 3–24, Nürnberger Straße 20–36 gerade, 29 Lage |              |         |       |
| weitere Bilder         | Evangelische Kirche        | LageFlur: 7, Flurstück: 43/1                                                        |              |         |       |
| weitere Bilder         | dreiseitige Hofanlage      | Borngasse 3 LageFlur: 7, Flurstück: 94/4                                            |              |         |       |
| weitere Bilder         |                            | Borngasse 8 LageFlur: 7, Flurstück: 92/3                                            |              |         |       |
| weitere Bilder         |                            | Borngasse 10 LageFlur: 7, Flurstück: 283/91                                         |              |         |       |
| weitere Bilder         | Wohnhaus                   | Borngasse 11 LageFlur: 7, Flurstück: 111/6                                          |              |         |       |
| weitere Bilder         |                            | Borngasse 12 LageFlur: 7, Flurstück: 90/4                                           |              |         | DDB   |
| weitere Bilder         |                            | Borngasse 13 LageFlur: 7, Flurstück: 115/4                                          |              |         |       |
| weitere Bilder         | Wohnhaus                   | Borngasse 22 LageFlur: 7, Flurstück: 35/6                                           |              |         |       |
|                        |                            | Borngasse 35 LageFlur: 7, Flurstück: 153/3                                          |              |         |       |
| weitere Bilder         |                            | Eisfeldstraße 4 LageFlur: 7, Flurstück: 118/1                                       |              |         |       |
| weitere Bilder         |                            | Fünffensterstraße 3 LageFlur: 7, Flurstück: 9/2                                     |              |         |       |
|                        |                            | Im Graben 1 LageFlur: 8, Flurstück: 18/3                                            |              |         |       |
|                        |                            | Im Graben 2 LageFlur: 8, Flurstück: 36/3                                            |              |         |       |
|                        |                            | Im Graben 8 LageFlur: 8, Flurstück: 33/1                                            |              |         |       |
| weitere Bilder         |                            | Im Hof 1 LageFlur: 7, Flurstück: 36/2                                               |              |         |       |
| weitere Bilder         |                            | Im Hof 3/5 LageFlur: 7, Flurstück: 31/1                                             |              |         |       |
| Wohnwirtschaftsgebäude | Wohnwirtschaftsgebäude     | Kirchstraße 4 LageFlur: 8, Flurstück: 15/1                                          |              |         |       |
| Wohnwirtschaftsgebäude | Wohnwirtschaftsgebäude     | Kirchstraße 4A LageFlur: 7, Flurstück: 76/1                                         |              |         |       |
| weitere Bilder         |                            | Kirchstraße 7 LageFlur: 7, Flurstück: 82/2                                          |              |         |       |
| weitere Bilder         |                            | Kirchstraße 14 LageFlur: 7, Flurstück: 71                                           |              |         |       |
| weitere Bilder         |                            | Kirchstraße 15 LageFlur: 7, Flurstück: 44                                           |              |         |       |
| weitere Bilder         |                            | Nürnberger Straße 24 LageFlur: 8, Flurstück: 76/4                                   |              |         |       |
| weitere Bilder         |                            | Nürnberger Straße 26 LageFlur: 8, Flurstück: 76/12                                  |              |         |       |
| weitere Bilder         |                            | Nürnberger Straße 29 LageFlur: 8, Flurstück: 17/3                                   |              |         |       |
| weitere Bilder         |                            | Nürnberger Straße 32 LageFlur: 8, Flurstück: 70/3                                   |              |         |       |
| weitere Bilder         | Wohnhaus und linke Scheune | Nürnberger Straße 35 LageFlur: 8, Flurstück: 46/4                                   |              |         |       |
| weitere Bilder         |                            | Pfarrain 1 LageFlur: 7, Flurstück: 38/6                                             |              |         |       |

## Hergershausen
| Bild            | Bezeichnung                                 | Lage                                       | Beschreibung | Bauzeit | Daten |
| --------------- | ------------------------------------------- | ------------------------------------------ | ------------ | ------- | ----- |
| Bild gesucht BW | Evangelische Kirche                         | LageFlur: 4, Flurstück: 39                 |              |         |       |
| Bild gesucht BW |                                             | Am Bach 3 LageFlur: 4, Flurstück: 50       |              |         |       |
| Bild gesucht BW | Hofanlage                                   | Gudestraße 3 LageFlur: 4, Flurstück: 51    |              |         |       |
| Bild gesucht BW | Hofanlage                                   | Gudestraße 5 LageFlur: 4, Flurstück: 44/4  |              |         |       |
| Bild gesucht BW | Wohnhaus mit kleinem Gebäude rechts daneben | Gudestraße 6 LageFlur: 4, Flurstück: 65    |              |         |       |
| Bild gesucht BW |                                             | Gudestraße 10 LageFlur: 4, Flurstück: 38/3 |              |         |       |
| Bild gesucht BW |                                             | Gudestraße 14 LageFlur: 4, Flurstück: 28/4 |              |         |       |
| Bild gesucht BW |                                             | Mühlweg 5 LageFlur: 4, Flurstück: 16/2     |              |         |       |

## Licherode
| Bild            | Bezeichnung                     | Lage                                         | Beschreibung | Bauzeit | Daten |
| --------------- | ------------------------------- | -------------------------------------------- | ------------ | ------- | ----- |
| Bild gesucht BW | Evangelische Kirche             | LageFlur: 21, Flurstück: 127/1               |              |         |       |
| Bild gesucht BW | Wohnhaus                        | Backhausweg 2 LageFlur: 21, Flurstück: 55    |              |         |       |
| Bild gesucht BW |                                 | Häuserweg 2 LageFlur: 21, Flurstück: 112     |              |         |       |
| Bild gesucht BW |                                 | Kirchrain 2 LageFlur: 21, Flurstück: 128     |              |         |       |
| Bild gesucht BW | Hofanlage                       | Lindenstraße 13 LageFlur: 21, Flurstück: 43  |              |         |       |
| Bild gesucht BW | Hofanlage                       | Lindenstraße 14 LageFlur: 21, Flurstück: 153 |              |         |       |
| Bild gesucht BW | Scheune rechts an Zum Rosenberg | Lindenstraße 17 LageFlur: 21, Flurstück: 45  |              |         |       |
| Bild gesucht BW | Dorfplatz mit Linde             | Lindenstraße LageFlur: 21, Flurstück: 136    |              |         |       |
| Bild gesucht BW | Hofanlage                       | Lindenstraße 25 LageFlur: 21, Flurstück: 81  |              |         |       |
| Bild gesucht BW | Hofanlage                       | Lindenstraße 29 LageFlur: 21, Flurstück: 84  |              |         |       |
| Bild gesucht BW | Wohnhaus                        | Lindenstraße 31 LageFlur: 21, Flurstück: 85  |              |         |       |

## Niederellenbach
| Bild            | Bezeichnung                         | Lage                                                | Beschreibung | Bauzeit | Daten |
| --------------- | ----------------------------------- | --------------------------------------------------- | ------------ | ------- | ----- |
| Bild gesucht BW | Wohnhaus                            | Am Holzgraben 7 LageFlur: 6, Flurstück: 38/2        |              |         |       |
| Bild gesucht BW |                                     | Am Holzgraben 10 LageFlur: 6, Flurstück: 247/92     |              |         |       |
| Bild gesucht BW | rechter Teil eines Streckhofs       | Am Holzgraben 12 LageFlur: 6, Flurstück: 278/91     |              |         |       |
| Bild gesucht BW |                                     | Heinebacher Straße 3 LageFlur: 6, Flurstück: 7/2    |              |         |       |
| Bild gesucht BW |                                     | Heinebacher Straße 5 LageFlur: 6, Flurstück: 4/1    |              |         |       |
| Bild gesucht BW | Wohnhaus                            | Heinebacher Straße 12 LageFlur: 6, Flurstück: 18/2  |              |         |       |
| Bild gesucht BW | Hofanlage                           | Heinebacher Straße 21 LageFlur: 6, Flurstück: 131/1 |              |         |       |
| Bild gesucht BW | Evangelische Kirche                 | Heinebacher Straße 22 LageFlur: 6, Flurstück: 140   |              |         |       |
| Bild gesucht BW | Wohnhaus und rückwärtige Scheune    | Heinebacher Straße 23 LageFlur: 6, Flurstück: 127/2 |              |         |       |
| Bild gesucht BW | Hofanlage an der Konnefelder Straße | Konnefelder Straße 4 LageFlur: 6, Flurstück: 66/4   |              |         |       |
| Bild gesucht BW | Hofanlage an der Konnefelder Straße | Konnefelder Straße 6 LageFlur: 6, Flurstück: 68/17  |              |         |       |

## Niedergude
| Bild                | Bezeichnung                              | Lage | Beschreibung | Bauzeit | Daten |
| ------------------- | ---------------------------------------- | --- | ------------ | ------- | ----- |
| Bild gesucht BW     | Gesamtanlage Niedergude                  | Heinebacher Weg 1–13 ungerade, 2–4 gerade, Hirtgasse, Mühlenstraße 1–9 ungerade, Rotenburger Straße 17, 21, 23, 24–34 gerade LageFlur: 6, Flurstück: |              |         |       |
| Wohnhaus            | Wohnhaus                                 | Friedhofsweg 1 LageFlur: 6, Flurstück: 134/1 |              |         |       |
| Bild gesucht BW     | Dorflinde                                | Heinebacher Weg LageFlur: 4, Flurstück: 164/1 |              |         |       |
| Wohnhaus            | Wohnhaus                                 | Heinebacher Weg 1 LageFlur: 6, Flurstück: 68/1 |              |         |       |
| Evangelische Kirche | Evangelische Kirche                      | Heinebacher Weg 2 LageFlur: 6, Flurstück: 165/1 |              |         |       |
| Bild gesucht BW     |                                          | Heinebacher Weg 3 LageFlur: 6, Flurstück: 192/45 |              |         |       |
| Bild gesucht BW     | Hofanlage                                | Heinebacher Weg 4 LageFlur: 6, Flurstück: 147 |              |         |       |
| Bild gesucht BW     | Wohnhaus                                 | Heinebacher Weg 7 LageFlur: 6, Flurstück: 53/2 |              |         |       |
| Bild gesucht BW     | Scheune                                  | Heinebacher Weg 11 LageFlur: 6, Flurstück: 55/1 |              |         |       |
| Bild gesucht BW     | Wohnhaus                                 | Hirtgasse 3 LageFlur: 4, Flurstück: 192/45 |              |         |       |
| Bild gesucht BW     |                                          | Mühlenstraße 4 LageFlur: 6, Flurstück: 1/1 |              |         |       |
| Bild gesucht BW     | Wohnhaus mit Scheunenanbau               | Mühlenstraße 5 LageFlur: 6, Flurstück: 95/1 |              |         |       |
| Bild gesucht BW     | Wohnhaus und erster Schuppen vorne links | Mühlenstraße 7 LageFlur: 6, Flurstück: 103/3 |              |         |       |
| Bild gesucht BW     | Wohnhaus mit hinteren Anbauten           | Mühlenstraße 9 LageFlur: 6, Flurstück: 109/3 |              |         |       |
| Bild gesucht BW     | Steckmühle                               | Rotenburger Straße 1 LageFlur: 1, Flurstück: 30 |              |         |       |
| Hofanlage           | Hofanlage                                | Rotenburger Straße 21 LageFlur: 6, Flurstück: 116/5                                                                                                  |              |         |       |
| Bild gesucht BW     |                                          | Rotenburger Straße 24 LageFlur: 6, Flurstück: 17/5                                                                                                   |              |         |       |
| Bild gesucht BW     | Wohnhaus                                 | Rotenburger Straße 26 LageFlur: 6, Flurstück: 85/1                                                                                                   |              |         |       |
| Bild gesucht BW     |                                          | Rotenburger Straße 28 LageFlur: 6, Flurstück: 296/87                                                                                                 |              |         |       |
| Bild gesucht BW     | Wohnhaus                                 | Rotenburger Straße 32 LageFlur: 6, Flurstück: 102/5                                                                                                  |              |         |       |
| Bild gesucht BW     | abseits stehende Scheune                 | Zum Weiher 3 LageFlur: 6, Flurstück: 85/29 |              |         |       |

## Oberellenbach
| Bild            | Bezeichnung                | Lage | Beschreibung                                              | Bauzeit | Daten |
| --------------- | -------------------------- | --- | --------------------------------------------------------- | ------- | ----- |
| Bild gesucht BW | Gesamtanlage Oberellenbach | An der Kirche, Im Winkel, In der Lehmkaute 1, Kurze Gasse, Licheröder Straße 1–3 ungerade, 2–12 gerade, Oberer Erlenbach 1–10, Unterer Erlenbach 1–3 ungerade, 2–12 gerade, Zum Ried 1–3 ungerade, 2–6 gerade, Zur Kirche Lage |                                                           |         |       |
| Bild gesucht BW | Gerichtsplatz              | An der Kirche LageFlur: 10, Flurstück: 204/2 | mit Linde, Schöffentisch und 1970 hinzugefügtem Halseisen |         |       |
| Bild gesucht BW | Wohnhaus                   | An der Kirche 6 LageFlur: 21, Flurstück: 169/2 |                                                           |         |       |
| Bild gesucht BW | evangelische Kirche        | Licheröder Straße 4 LageFlur: 21, Flurstück: 181 |                                                           |         |       |
| Bild gesucht BW | Kirchhof                   | Licheröder Straße 4 LageFlur: 21, Flurstück: 181 |                                                           |         |       |
| Bild gesucht BW | Thie                       | Licheröder Straße 4 LageFlur: 21, Flurstück: 160 |                                                           |         |       |
| Bild gesucht BW | Wohnhaus                   | Licheröder Straße 6 LageFlur: 21, Flurstück: 180 |                                                           |         |       |
| Bild gesucht BW | Wohnhaus                   | Licheröder Straße 7 LageFlur: 21, Flurstück: 235 |                                                           |         |       |
| Bild gesucht BW | Wohnhaus mit Nebengebäuden | Oberer Erlenbach 1 LageFlur: 21, Flurstück: 102 |                                                           |         |       |
| Bild gesucht BW | Wohnhaus                   | Oberer Erlenbach 2 LageFlur: 21, Flurstück: 229 |                                                           |         |       |
| Bild gesucht BW | Wohnhaus                   | Oberer Erlenbach 4 LageFlur: 21, Flurstück: 228 |                                                           |         |       |
| Bild gesucht BW | Wohnhaus                   | Oberer Erlenbach 5 LageFlur: 21, Flurstück: 106 |                                                           |         |       |
| Bild gesucht BW | Wohnhaus                   | Oberer Erlenbach 6 LageFlur: 21, Flurstück: 227 |                                                           |         |       |
| Bild gesucht BW | Wohnhaus                   | Oberer Erlenbach 7 LageFlur: 21, Flurstück: 109/2 |                                                           |         |       |
| Bild gesucht BW | Scheune                    | Oberer Erlenbach 8 LageFlur: 21, Flurstück: 231 |                                                           |         |       |
| Bild gesucht BW | Summühle                   | Oberer Erlenbach 9 LageFlur: 21, Flurstück: 110 |                                                           |         |       |
| Bild gesucht BW | Obermühle                  | Oberer Erlenbach 32 LageFlur: 11, Flurstück: 55/2 |                                                           |         |       |
| Bild gesucht BW | Riedmühle                  | Riedmühle LageFlur: 27, Flurstück: 20/1 |                                                           |         |       |
| Bild gesucht BW | Wohnhaus mit Scheune       | Zum Ried 2 LageFlur: 21, Flurstück: 223 |                                                           |         |       |
| Bild gesucht BW | Wohnhaus                   | Zum Ried 6 LageFlur: 21, Flurstück: 221 |                                                           |         |       |
| Bild gesucht BW | Wohnhaus                   | Zur Kirche 2 LageFlur: 21, Flurstück: 232 |                                                           |         |       |
| Bild gesucht BW | Scheune                    | Zur Kirche 5 LageFlur: 11, Flurstück: 12/1 |                                                           |         |       |
| Bild gesucht BW | Wohnwirtschaftsgebäude     | Zur Kirche 7 LageFlur: 10, Flurstück: 174/1 |                                                           |         |       |

## Obergude
| Bild            | Bezeichnung                  | Lage | Beschreibung | Bauzeit | Daten |
| --------------- | ---------------------------- | --- | ------------ | ------- | ----- |
| Bild gesucht BW | Gesamtanlage Obergude        | Hasperothstraße 2, In der Tränke 2, Kirchrainstraße 1–12, Metzebacher Straße 15–19 ungerade, Zum Berg 1, 3 Lage |              |         |       |
| Bild gesucht BW |                              | Im Wiesental 1 LageFlur: 7, Flurstück: 80/4                                                                     |              |         |       |
| Bild gesucht BW | Scheune                      | In der Tränke 2 LageFlur: 7, Flurstück: 45/2                                                                    |              |         |       |
| Bild gesucht BW | Wohnhaus und vordere Scheune | In der Tränke 4 LageFlur: 7, Flurstück: 47/1                                                                    |              |         |       |
| Bild gesucht BW | Wohnhaus                     | Kirchrainstraße 3 LageFlur: 8, Flurstück: 107/2                                                                 |              |         |       |
| Pfarrhaus       | Pfarrhaus                    | Kirchrainstraße 8 LageFlur: 8, Flurstück: 5/4                                                                   |              |         |       |
| Bild gesucht BW | Evangelische Kirche          | Kirchrainstraße 10 LageFlur: 8, Flurstück: 4                                                                    |              |         |       |
| Wohnhaus        | Wohnhaus                     | Kirchrainstraße 11 LageFlur: 8, Flurstück: 126/1                                                                |              |         |       |
| Bild gesucht BW | Hasenmühle                   | Metzebacher Straße 2 LageFlur: 5, Flurstück: 24/1                                                               |              |         |       |
| Bild gesucht BW |                              | Metzebacher Straße 15 LageFlur: 8, Flurstück: 16/4                                                              |              |         |       |
| Bild gesucht BW |                              | Metzebacher Straße 20 LageFlur: 8, Flurstück: 73/5                                                              |              |         |       |
| Bild gesucht BW | Wohnhaus                     | Zum Berg 7 LageFlur: 7, Flurstück: 61/2                                                                         |              |         |       |
| Bild gesucht BW | Forsthaus                    | Zum Forsthaus 11 LageFlur: 2, Flurstück: 1/11                                                                   |              |         |       |

## Sterkelshausen
| Bild            | Bezeichnung         | Lage                                              | Beschreibung | Bauzeit | Daten |
| --------------- | ------------------- | ------------------------------------------------- | ------------ | ------- | ----- |
| Bild gesucht BW | Wohnhaus            | Baumbacher Straße 16 LageFlur: 9, Flurstück: 104  |              |         |       |
| Bild gesucht BW | Wohnhaus            | Dorfstraße 10 LageFlur: 9, Flurstück: 91          |              |         |       |
| Bild gesucht BW | Wohnhaus            | Dorfstraße 20 LageFlur: 9, Flurstück: 60          |              |         |       |
| Bild gesucht BW | Backhaus            | Dorfstraße 20 LageFlur: 9, Flurstück: 60          |              |         |       |
| Bild gesucht BW | Evangelische Kirche | Ludwigsecker Straße 13 LageFlur: 9, Flurstück: 87 |              |         |       |

## Ehemalige Kulturdenkmäler
| Bild            | Bezeichnung | Lage                                                           | Beschreibung | Bauzeit | Daten |
| --------------- | ----------- | -------------------------------------------------------------- | ------------ | ------- | ----- |
| Bild gesucht BW |             | Enge Gasse 1, Baumbach LageFlur: 11, Flurstück: 279/72         | abgerissen   |         |       |
| Bild gesucht BW | Einhaus     | Nürnberger Straße 28, Heinebach LageFlur: 8, Flurstück: 74/4   | abgerissen   |         |       |
| Bild gesucht BW | Dorflinde   | Kirchweg, Hergershausen LageFlur: 4, Flurstück: 84/2           | gefällt      |         |       |
| Bild gesucht BW | Einhaus     | Hirtgasse, Niedergude LageFlur: 4, Flurstück: 43/1             | abgerissen   |         |       |
| Bild gesucht BW | Wohnhaus    | Oberer Erlenbach 3, Oberellenbach LageFlur: 21, Flurstück: 103 | abgerissen   |         |       |